# Сиракаба
«Сиракаба» (яп. 白樺, «Белая берёза») — группа японских писателей, сформировавшаяся в начале XX века вокруг выпускников токийской Школы пэров. Своё название получила под влиянием на её членов русской литературы, прежде всего творчества Льва Толстого. В «Сиракаба» входили такие писатели, как Наоя Сига, Санэацу Мусянокодзи, Такэо Арисима, Тон Сатоми и Янаги Соэцу.

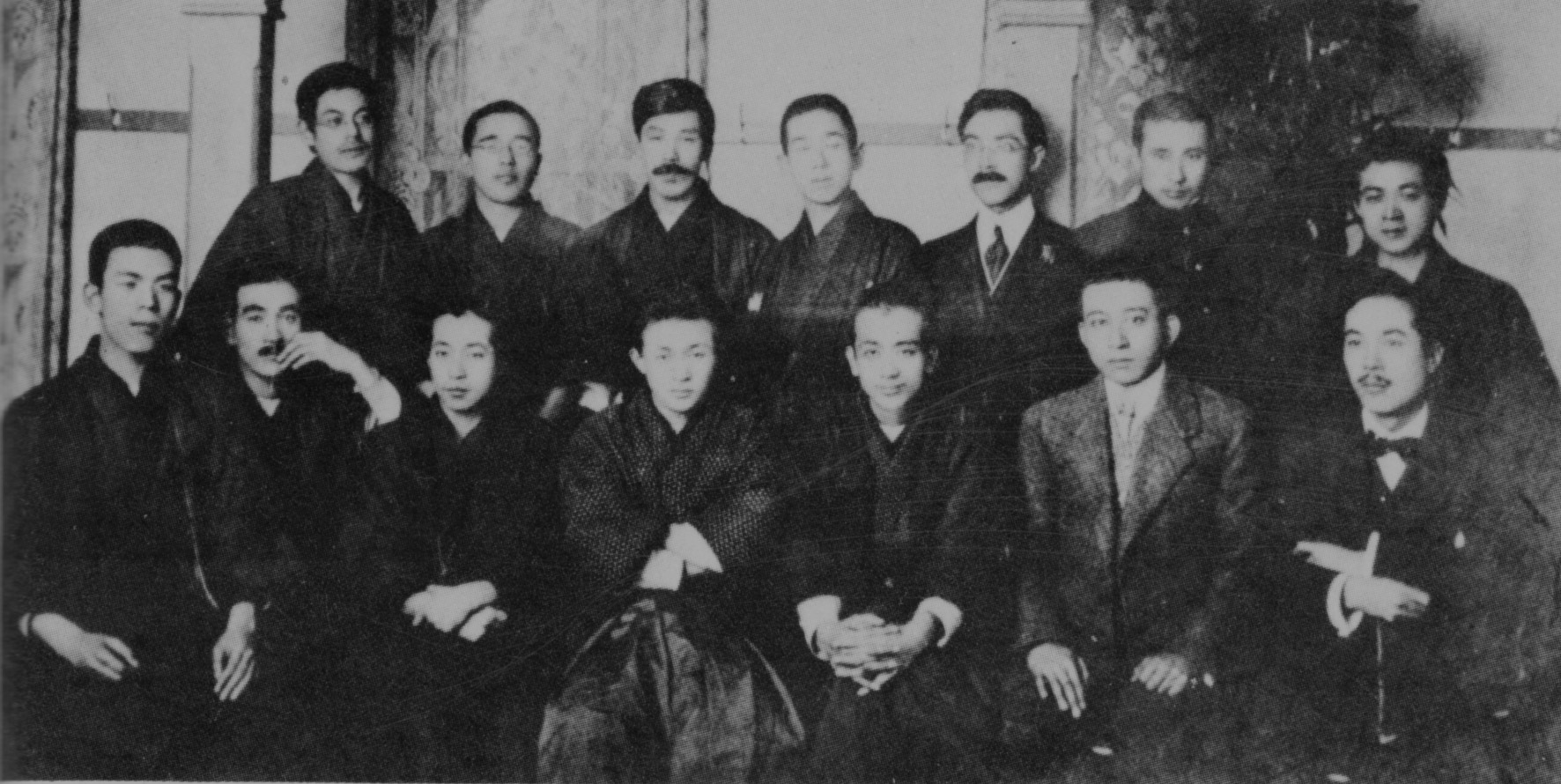
Члены объединения «Сиракаба»

По словам литературоведа Хонды Сюго, «Среди писателей группы „Сиракаба“ были две точки зрения на смысл их деятельности: „самоусовершенствование“ (всё, что есть во мне, я создаю сам) и точка зрения важности общественного характера деятельности человека».
Издаваемый в 1910—1923 годах молодыми авторами одноимённый журнал («Сиракаба») сыграл большую роль в деле знакомства японцев с западным искусством: там появились материалы о творчестве таких художников, как Винсент Ван Гог, Поль Гоген, Огюст Ренуар, Огюст Роден и Поль Сезанн, публиковались заметки о крупных писателях — Генрике Ибсене, Морисе Метерлинке, Фридрихе Ницше, Ромене Роллане, Льве Толстом.
Журнал «Сиракаба» достиг пика популярности в 1918 году, но после Великого землетрясения Канто прекратил свое существование.
Творчество самих японских авторов получало разные оценки. В то время как Нацумэ Сосэки видел в них идущее на смену поколение, Тёко Икута полагал, что те и близко не подошли к уровню критикуемой ими же натуралистической школы.

## Примечания

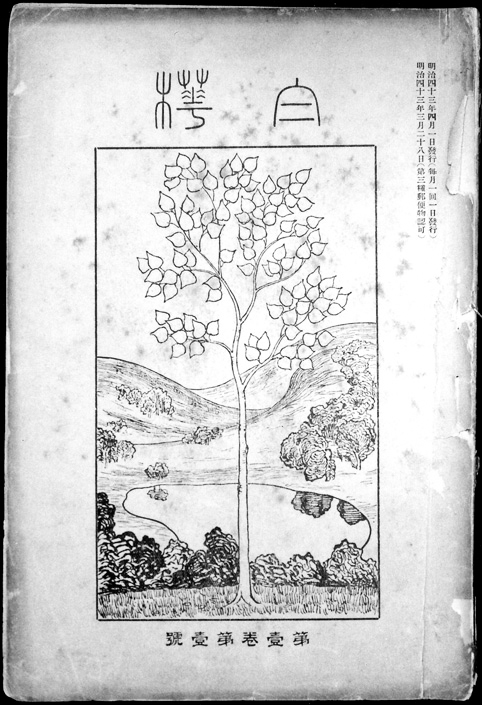
Обложка первого выпуска журнала «Сиракаба»